# Esquadrão N.º 9 da RAAF
O Esquadrão N.º 9 foi uma unidade da Real Força Aérea Australiana (RAAF). O esquadrão foi formado no início de 1939 e prestou serviço durante a Segunda Guerra Mundial como uma unidade de cooperação com a Real Marinha Australiana. Foi dissolvida no final de 1944 e re-formada em 1962 como uma unidade de cooperação com o Exército Australiano, operando helicópteros em apoio às tropas australianas durante a Guerra do Vietname. Mais tarde, quando os helicópteros da RAAF passaram para o controlo do exército, a unidade foi extinta.